# Мармуровий конус (пожежа)
Пожежа «Мармуровий конус» — це дика пожежа, яка тривала протягом трьох тижнів у серпні 1977 року у високогір’ї гір Санта-Лючія, у районі Біґ-Сур округу Монтерей, Каліфорнія. До моменту гасіння вона спалила близько 720 340 км2 в горах Санта-Лючія, відомих як дика природа Вентана, що робить це її найбільшою лісовою пожежею в історії Каліфорнії того часу. Пожежа спалила 90% рослинного покриву у верхній частині річки Біг-Сур. Це створило загрозу серйозної повені в долині річки Біг-Сур, де значно менша пожежа в серпні 1972 року призвела до сильної повені пізніше того ж року. Цього разу дощі були помірними, і серйозних повеней не було.